# Freud Wars
Les Freud Wars désigne une série de polémiques autour de la figure de Sigmund Freud et de la psychanalyse qui ont eu lieu dans la presse américaine autour de 1993 à 1995, puis ont été  réactualisées en France entre 2005 et 2010, avec le Livre noir de la psychanalyse et le Crépuscule d'une idole.
L'enjeu en était « politique » selon l'anthropologue Samuel Lézé : « une génération nouvelle de professionnels de la santé mentale entend prendre la place de l'ancienne génération formée dans le giron de la psychanalyse au début des années 1980 ».
Ces polémiques constituent la réactivation de débats qui datent du début de XXe siècle,  amplifiés dans la période 1970 - 1985, dans le contexte d'un affaiblissement de la psychanalyse en psychiatrie.